# 酒井広
酒井 広（さかい ひろし、1926年4月3日 - 2017年4月20日）は、日本の司会者、アナウンサーである。NHKを経てフリーアナウンサーとなり『酒井広のうわさのスタジオ』では、ほのぼのトークと親しみのある人柄で人気を集め一時代を築いた。

## 来歴・人物
東京府東京市京橋区（現在の東京都中央区）出身。1950年、法政大学卒業。法大在学中は法政大学弁論部に所属。卒業後、NHKに入局。新潟・福岡の各局を経て東京アナウンスへ。特に、社会・家庭教養番組で一時代を築いた。
1982年にNHK退職後、フリーとなり、日本テレビ（局契約）・テレビ朝日などで活躍した。1989年の第15回参議院議員通常選挙では比例区から友部達夫らが結成した年金党公認候補として立候補するが、落選。それ以降は番組の出演から離れ、講演会・イベントの司会業等で活躍している。また「酒井広の話し方教室」、「酒井広朗読研究会」を経営、指導している。あしなが育英会のスピーチ講師を25年間、遺児大学生に対し、ボランティアで指導を行う他、カンボジアに学校を自費で建て、毎年カンボジアの女性と子どものために援助をするなど活躍は多岐にわたる。
2017年4月20日、心不全により死去。91歳没。戒名は「輝覚廣春信士（きがくこうしゅんしんじ）」。

## 出演番組
- 生活の知恵（NHK）
- 午後の茶の間（NHK）
- こんにちは奥さん（NHK）
- にっぽん診断（NHK）
- あなたも回答者（NHK）
- お達者ですか（NHK）
- お達者くらぶ（NHK）
- 酒井広のうわさのスタジオ（日本テレビ）
- 酒井広の人生セミナー（テレビ朝日）
- 新・熱中時代宣言（日本テレビ）

## 著書
- 『話し方の知恵 こんなときどう話す』日東書院 1971
- 『話し上手になる本 話し方の基本とマナー』日東書院 1973
- 『聞き手の心をつかむ話し方のコツ』日東書院 1983
- 『酒井広の話し方TPO事典』講談社 1985
- 『酒井広のみんなでダンス』リヨン社 1986
- 『電報文例 心を伝える』酒井広の話し方教室編 高橋書店 1989
- 『いい女は話し上手』牧羊社、1986　『素敵な女性の話し方』三笠書房・知的生きかた文庫、1991
- 『酒井広のそのまま使える新結婚式のスピーチ』日東書院 1993
- 『人前で「ラクラク」話せる! いつでも・どこでも・どんなときでも』すばる舎 2000

### 監修
- 『冠婚葬祭の心得 すぐに役立つ』高橋書店 1990
- 『すぐに役だつあいさつスピーチ実例集』家の光協会 1993